# Thagria ampla
Thagria ampla är en insektsart som beskrevs av Nielson 1980. Thagria ampla ingår i släktet Thagria och familjen dvärgstritar. Inga underarter finns listade i Catalogue of Life.